# 倭太鼓飛龍
倭太鼓飛龍（わだいこひりゅう、英：WADAIKO HIRYU）は、和太鼓の演奏グループ。1998年、和太鼓奏者・日本舞踊家である飛鳥峯英（あすか みねひで）により結成される。

## 概要
日本最古の伝統楽器「和太鼓」を使い、日本文化の様式美を取り入れたパフォーマンス性、アート性に優れた楽曲で、従来の和太鼓音楽の域を超えて常識に捉われない「より新しい和太鼓」の舞台を創る事を目指し、関西から世界に向け発信し続けている。
また、飛鳥峯英が創り出すドラマティック且つダイナミックな楽曲は各方面で多大な評価を得ており、他アーティストへの楽曲提供や、多ジャンルのアーティストとの共演など多彩な方面で活動している。
2019年、大阪市住吉区長居東に拠点を移し、飛龍スタジオを創設。 コンサートの他にも、学校公演、太鼓指導、自社スタジオでの太鼓教室やスタジオライブ、ワークショップ等、様々な活動を通じて和太鼓人口の拡大にも努めている。

## 沿革
1998年
- 和太鼓奏者 飛鳥峯英により結成
- 東京スカパラダイスオーケストラプロデュース『TABOO OSAKA』に出演
- 中国 広州市〜長沙市にて公演
- 『Count Down コンサート』（WTC大阪府咲洲庁舎）

1999年
- 「一打祭」〜ニッポンの太鼓百台による饗宴〜
- 「ハートフルランド」に出演
- 『御堂筋パレード』テーマ賞受賞
- 「鼓空」吉野蔵王堂ライブ
- 「りんくうパパラ ファイナル」に出演

2000年
- 「世界民族芸能祭」前夜祭、開会式に出演
- 地球村ベイコンサート「太鼓フェスティバル」に出演
- 倭太鼓飛龍コンサート（河内長野市 ラブリーホール）
- 「ABCラジオ祭り」に出演
- 「羽曳野和太鼓の和」に出演

2001年
- 倭太鼓飛龍コンサート（柏原市 リビエールホール）
- PlayStation 2用ソフト『鬼武者』プレス発表に出演（六本木 velfarre）
- 創作バレエ「アートエレガンス」に出演（大阪市 近鉄劇場）
- 難波神社にて野外ライブ

2002年
- 倭太鼓飛龍コンサート「天真爛漫」（大阪市 近鉄劇場）
- 難波神社にて野外ライブ
- 天神祭船渡御にて演奏
- 「かわちながの世界民族音楽祭」日韓太鼓フェスティバルに出演（河内長野市 ラブリーホール）
- 倭太鼓飛龍コンサート「和の宴」（富田林市 すばるホール）

2003年
- 河内長野市成人式式典にて演奏（河内長野市 ラブリーホール）
- 「一打祭」（大阪NHKホール）
- 倭太鼓飛龍コンサート「天真爛漫」（吹田市 メイシアター）
- 大阪市四天王寺にて野外ライブ
- 倭太鼓飛龍コンサート「天真爛漫2003 春」共演：世界的和太鼓奏者 レナード衛藤（八尾市 プリズムホール）
- 「和太鼓03夏祭り」に出演（奈良県大和高田市 さざんかホール）
- 倭太鼓飛龍 結成五周年記念コンサート「2003秋 天真爛漫 カブキ打楽」特別出演：飛鳥流宗家 飛鳥峯王（ウェルシティ大阪厚生年金会館芸術ホール）
- 「なかがわ・みなとフェスティバル2003」に参加（名古屋市 三井住友海上しらかわホール）

2004年
- 「てんま天神梅まつり」奉納画イベントに出演　共演：台湾の水墨画家 李鴻儒画伯（大阪天満宮）
- ザ･カレッジオペラハウスにてコンサート
- 「国際ロータリー2004年国際大会」オープニング・プレショーに出演　共演：水墨画家 小林東雲画伯（大阪ドーム）
- 「かわちながの世界音楽祭」に出演　共演：バリ島（インドネシア）スアール・アグン（河内長野市 ラブリーホール）
- 大阪市四天王寺にて野外コンサート
- クラシックコンサートに堀江一義、堀江秀幸、池口誠が出演　共演：マリンバ奏者 吉田優子（大阪市 いずみホール）
- ジョイント・コンサートに出演（和歌山県粉河町）
- 倭太鼓飛龍 台湾コンサートツアー

2005年
- 倭太鼓飛龍コンサート「Don't Classic」（柏原市 リビエールホール）
- シアターBRAVA!お披露目公演に出演
- フィンランド開催、世界陸上ヘルシンキ大会の閉会式会場で放映された「2007年世界陸上競技選手権大会大阪大会」のCMに倭太鼓飛龍が起用
- 「和太鼓サウンド夢の森2005」にゲスト出演（滋賀県甲賀市）
- 「和太鼓フェスタ2005」にゲスト出演（大阪府豊中市）

2006年
- 第39回全日本選抜柔道体重別選手権大会にて飛鳥峯英が大太鼓演奏（福岡、横浜で開催）
- イオン化粧品シアターBRAVA!プロデュース「一打祭」〜日本の太鼓百台による饗宴！〜[1]　（大阪市 シアターBRAVA!）
- 「かわちながの世界民族音楽祭」に出演　共演：KONONO No1（コンゴ）（河内長野市 ラブリーホール）

2007年
- 第40回全日本選抜柔道体重別選手権大会にて飛鳥峯英の大太鼓演奏（福岡国際センター）
- 文化交流の祭典「Bupyeong Pungmul festival 2007」に参加（韓国）
- 「和太鼓サウンド夢の森10周年記念」にゲスト出演（滋賀県甲賀市 鹿深夢の森）
- 世界陸上大阪大会閉会式にて演奏（大阪市 長居陸上競技場）

2008年
- 毎日放送主催『オーサカキング』に出演　共演：たむらけんじ
- 倭太鼓飛龍結成10周年記念コンサート「平成絵巻」[2]（大阪市 シアターBRAVA!）
- 「MINAMI WHEEL2008」[3]和太鼓グループとして初出演（大阪市 アメリカ村BIG CAT）

2009年
- なんばHatchオール・スタンディングライブ（大阪市）
- 第22回JAL唐招提寺音舞台に出演（奈良市）
- 藤井寺市民祭り前夜祭「和太鼓祭り」にゲスト出演（大阪府藤井寺市）
- 「MORIYAMA和太鼓フェスティバル」にゲスト出演（滋賀県守山市）
- 1stアルバム『飛龍』[4]発売
- 「CD発売記念ライブ」（大阪市 なんばHatch）
- 「MINAMI WHEEL2009」[5]に出演（大阪市 アメリカ村BIG CAT）

2010年
- 「Taiwan TEN DRUM  Festival」に出演（台湾台南市）10日間に渡るコンサートは全て満員
- 第3回「伊賀の国和太鼓フェスティバル」にゲスト出演（三重県伊賀市）
- 「第9回Kobe Love Port みなとまつり」に出演（神戸市 メリケンパーク）
- 第14回 国際免疫学会議にて演奏
- 大阪吹田市の市制施行70周年記念イベント「吹田70周年記念フェスタ」に出演（大阪府吹田市 万博記念公園）

2011年
- 知恩院にてLive（京都府）
- 東日本大震災復興支援イベント「かしわらから」に出演（大阪府柏原市）
- 東日本大震災復興支援和太鼓チャリティーコンサート「太鼓の力in関西～届け!命の響きを～」[6]に出演（兵庫県尼崎市 アルカイックホール）
- 倭太鼓飛龍コンサート「凛凛と」[7]（大阪市 サンケイホールブリーゼ）
- 「和音祭in芦屋」に出演（兵庫県芦屋市）
- 「子ども太鼓フェスティバルin伊賀」にゲスト出演（三重県伊賀市）

2012年
- いずみ太鼓 皷聖泉コンサート「桜華爛漫～弥生の天から～」にゲスト出演
- 和太鼓 松村組公演「山鳴り」にゲスト出演（吹田市 メイシアター）
- 「ハンマダンin大阪」に出演
- 「O・TA・I・KO響2012」にゲスト出演
- 倭太鼓飛龍コンサート「双月の宴」　競演：福岡の和太鼓集団 打賊 野武士（鹿児島・福岡）
- 「和太鼓フェスティバル風の宴in伊賀」に出演（三重県 伊賀市文化会館）
- 15周年記念公演「一打祭～日本の太鼓百台による響宴！～」[8]（シアターBRAVA!）
- 世界遺産条約採択40周年記念最終会合日本政府主催歓迎レセプションにて演奏　共演：サラ・ブライトマン

2013年
- 「風の宴in愛知」
- 「第二回倭太鼓飛龍一門会」
- 台南市（たいなんし）にて和太鼓講習会
- 三上康雄脚本・監督作品映画『蠢動 -しゅんどう-』にて飛鳥峯英が音楽担当
- 「第六回知多半島和太鼓祭」にゲスト出演
- 倭太鼓飛龍コンサート「双月の宴in柏原」　競演：福岡の和太鼓集団 打賊 野武士（柏原市 リビエールホール）

2014年
- MBSラジオ『ありがとう浜村淳です』40周年大パーティーにゲスト出演
- 「THE KUALA LUMPUR PERFORMING ARTS  CENTRE」（マレーシア）にて和太鼓翔 8周年記念コンサートにゲスト出演
- 倭太鼓飛龍コンサート「WARRIOR ver.1～叩かずにはいられない 踊らずにはいられない～」[9]（シアターBRAVA!）

2015年
- 富士スピードウェイにて演奏
- 「いずみ太鼓 木の鼓15周年記念コンサート「姐さん出番ですよ！」」に出演
- 「和太鼓フェスティバル in すいた」に出演　共演：和太鼓 松村組、木村優一&スペシャルソース（吹田市 メイシアター）

2016年
- 阪神開幕戦　オープニングセレモニーにて演奏（京セラドーム大阪）

2017年
- 倭太鼓飛龍コンサート「NEO Classic」（大阪府堺市 ソフィア・堺 ホール）

2018年
- 倭太鼓飛龍 結成20周年コンサート「粗」　競演：福岡の和太鼓集団 打賊 野武士（福岡県 嘉穂劇場・柏原市 リビエールホール）
- 町田康原作映画『パンク侍、斬られて候』和太鼓奏者役として出演

2019年
- 大阪市住吉区長居東に飛龍スタジオ オープン
- 飛龍スタジオがネットテレビにて紹介
- 山本寛斎氏プロデュース「日本元気プロジェクト2019」[10]に出演（六本木ヒルズアリーナ）
- 「太鼓祭in愛知　第九回　西日本大会」[11]にゲスト出演（愛知県みよし市 文化センターサンアート）
- セレッソ大阪vs湘南ベルマーレ（C大阪 ホーム戦）にて演奏、及びワークショップ開催[12]（ヤンマースタジアム長居）
- セレッソ大阪vs清水エスパルス（C大阪  ホーム最終戦）にて演奏　セレッソ大阪「Anthem（アンセム）」斉唱並びに演奏（ヤンマースタジアム長居）
- 「京都和太鼓フェスティバル in 城陽」にゲスト出演（京都府城陽市 文化パルク城陽）

2020年
- 倭太鼓飛龍コンサート2020「日出ずる國」[13]（三重県 伊賀市文化会館）
- 2020明治安田生命J1リーグ第1節 セレッソ大阪vs大分トリニータ（C大阪 ホーム開幕戦）にて演奏 セレッソ大阪「Anthem（アンセム）」斉唱並びに演奏（ヤンマースタジアム長居）

2021年
- 第一回 飛龍寄席 (飛龍スタジオ)
- セレッソ大阪VSヴィッセル神戸 オープニング演奏

2022年
- 日本海事新聞 掲載
- 「一打祭 〜ニッポンの太鼓100台による響宴。〜」(河内長野市文化会館 ラブリーホール)

2023年
- セレッソ大阪vsPARIS SAINT-GERMAIN (ヤンマースタジアム長居) ET-KINGとのコラボ演奏

- 国立競技場 オープニング演奏
- 第13回柏原市民総合フェスティバルかしわら花火2023 にて野外演奏
- 倭太鼓飛龍・打賊 野武士結成25周年記念特別公演「一打祭〜ニッポンの太鼓100台による響宴。〜」共演:打賊 野武士 (柏原市 リビエールホール)

2024年
- 打賊野武士・倭太鼓飛龍25周年記念公演「龍宴」 出演 (福岡県 なみきスクエア)

2025年
- 「一打祭 〜ニッポンの太鼓100台による響宴。〜」(SkyシアターMBS)

## テレビ出演
2000年
- MBSテレビ『ちちんぷいぷい (テレビ番組)』　ライブ生中継

2003年
- NHK教育「日本民謡ヤングフェスティバル」　オープニング出演

2019年
- 朝日放送テレビ『ビーバップ!ハイヒール』[14]　番組内コーナー出演
- NHK第19回『わが心の大阪メロディー』　出演　共演：坂本冬美
- 関西テレビ『関ジャニ∞のジャニ勉』[15]　番組内コーナー出演
- 朝日放送テレビ『おはよう朝日です』[16]　番組内コーナー出演
- 関西テレビ『報道ランナー』[17]　番組内コーナー生出演

2021年
- テレビ大阪『おでかけ発見バラエティ かがくdeムチャミタス！』 出演

- 毎日放送『よんチャンTV』出演

- 『第42回ABCお笑いグランプリ』 オープニング演奏

- 毎日放送『せやねん！』番組内コーナー出演 共演: 宮田天風

- 読売テレビ『音力-ONCHIKA-』 出演

2022年
- 関西テレビ放送『よ〜いドン！』 出演
- 毎日放送『三度の飯よりアレが好き！』 出演

2024年
- 朝日放送テレビ『やすとものいたって真剣です』番組内コーナー出演 共演:兵動大樹

2025年
- CBS『The Amazing Race』出演

## テレビCM
2016年
- ノーベル製菓『男梅』CM[18]に出演　2016年上半期

## ラジオ出演
2012年
- MBSラジオ『こんちわコンちゃんお昼ですょ!』[19]　ゲスト出演

2017年
- MBSラジオ『ありがとう浜村淳です』[20]　ゲスト出演

2019年
- ラジオ大阪『若宮テイ子のハッピー・プラス』　ゲスト出演

## 楽曲
| No. | タイトル       | 作曲     | 発売年 |
| --- | -------------- | -------- | ------ |
| 1   | 風の宴         | 飛鳥峯英 | 1998年 |
| 2   | 百花繚乱       | 飛鳥峯英 | 1998年 |
| 3   | 華囃子         | 飛鳥峯英 | 1999年 |
| 4   | 四天王         | 飛鳥峯英 | 1999年 |
| 5   | 一打一会       | 飛鳥峯英 | 1999年 |
| 6   | 海神           | 飛鳥峯英 | 2000年 |
| 7   | 飛ぶが如く     | 飛鳥峯英 | 2000年 |
| 8   | 澪つくし       | 飛鳥峯英 | 2000年 |
| 9   | 天翔ける       | 飛鳥峯英 | 2000年 |
| 10  | 天の月影       | 飛鳥峯英 | 2000年 |
| 11  | 水雲遊龍       | 飛鳥峯英 | 2001年 |
| 12  | 天真爛漫       | 飛鳥峯英 | 2001年 |
| 13  | 雲を渡る       | 飛鳥峯英 | 2002年 |
| 14  | 魂鎮魂         | 飛鳥峯英 | 2002年 |
| 15  | くろあかり     | 飛鳥峯英 | 2004年 |
| 16  | 日出ずる国     | 飛鳥峯英 | 2005年 |
| 17  | 鉦             | 飛鳥峯英 | 2005年 |
| 18  | 嬉々           | 飛鳥峯英 | 2005年 |
| 19  | 櫻守る人       | 飛鳥峯英 | 2005年 |
| 20  | 月の雫         | 飛鳥峯英 | 2006年 |
| 21  | 浪花太鼓ショー | 飛鳥峯英 | 2008年 |
| 22  | 雲を渡る       | 飛鳥峯英 | 2008年 |
| 23  | 倭人伝         | 飛鳥峯英 | 2009年 |
| 24  | 天の川にて     | 飛鳥峯英 | 2009年 |
| 25  | AGEHA!         | 飛鳥峯英 | 2011年 |
| 26  | しゃくれ奉行   | 池口誠   | 2011年 |
| 27  | BLOOD          | 飛鳥峯英 | 2011年 |
| 28  | 華火           | 飛鳥峯英 | 2011年 |
| 29  | ひまわり       | 飛鳥峯英 | 2011年 |
| 30  | 鳥のように     | 飛鳥峯英 | 2011年 |
| 31  | るりの島       | 飛鳥峯英 | 2012年 |
| 32  | 獅子獣録       | 飛鳥峯英 | 2012年 |
| 33  | 序             | 池口誠   | 2014年 |
| 34  | 様之介         | 飛鳥峯英 | 2014年 |
| 35  | 倭の國から     | 飛鳥峯英 | 2016年 |
| 36  | 奏助           | 池口誠   | 2017年 |
| 37  | 池口商店街     | 池口誠   | 2018年 |
| 38  | Jubilation     | 飛鳥峯英 | 2018年 |
| 39  | 石頭野郎       | 及川耀平 | 2019年 |
| 40  | 池田大サーカス | 池田侑末 | 2019年 |
| 41  | 池口とコイツら | 池口誠   | 2019年 |
| 42  | おい、いけいけ | 及川耀平 | 2019年 |

## ディスコグラフィ

### アルバム
| No. | タイトル | 発売年 |
| --- | -------- | ------ |
| 1   | 飛龍     | 2009年 |

### DVD
| No. | タイトル                                              | 発売年 |
| --- | ----------------------------------------------------- | ------ |
| 1   | 「凛凛と」倭太鼓飛龍コンサート                        | 2011年 |
| 2   | 「一打祭」倭太鼓飛龍結成15周年記念コンサート          | 2013年 |
| 3   | 「双月の宴 in 柏原」和太鼓集団 野武士×倭太鼓飛龍 競演 | 2013年 |
| 4   | 「Neo.classic」～打って！叩いて！踏んで踏む！～       | 2017年 |
| 5   | 「粗」倭太鼓飛龍・野武士結成20周年記念コンサート      | 2018年 |
| 6   | 「祝宴-Jubilation」倭太鼓飛龍特別公演                 | 2022年 |

## メンバー
- 飛鳥 峯英（あすか みねひで）
- 池口 誠（いけぐち まこと）
- 及川 耀平（おいかわ ようへい）
- 森池 將太（もりいけ しょうた）
- 池田 侑末（いけだ ゆうま）
- 佐藤 瑠空（さとう るく）
- 大月 穂高（おおつき ほたか）